# Francis Douglas, Viscount Drumlanrig

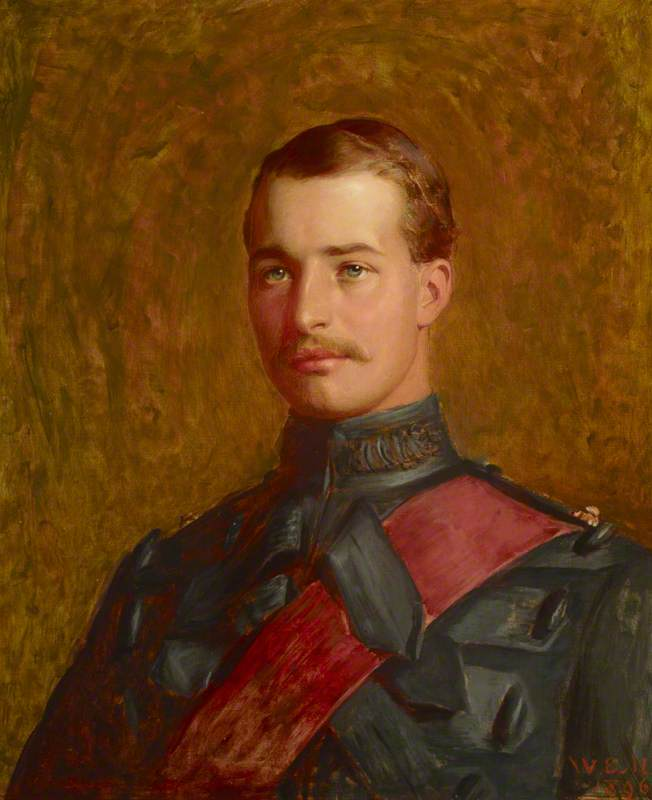
Porträt von Francis Douglas, Viscount Drumlanrig aus dem Jahr 1896

Francis Archibald Douglas, Viscount Drumlanrig (* 3. Februar 1867; † 19. Oktober 1894) war ein britischer Adliger aus dem schottischen Adelsgeschlecht Douglas.
Er war der älteste Sohn des John Douglas, 9. Marquess of Queensberry aus dessen Ehe mit Sibyl Montgomery. Als Heir apparent seines Vaters führte er den Höflichkeitstitel Viscount Drumlanrig.
Er besuchte die Harrow School und das Royal Military College Sandhurst. Von 1887 bis 1893 diente er als Lieutenant beim 2. Battalion der Coldstream Guards. Ab 1892 war er Sekretär im Außenministerium. Am 22. Juni 1893 wurde ihm in der Peerage of the United Kingdom der erbliche Adelstitel Baron Kelhead, of Kelhead in the County of Dumfries, verliehen, wodurch er noch zu Lebzeiten seines Vaters ebenfalls einen Sitz im House of Lords erhielt.
Er starb am 19. Oktober 1894 im Alter von 27 Jahren in Wiltshire bei einem Schießunfall. Da er unverheiratet und kinderlos blieb, erlosch sein Adelstitel bei seinem Tod. Da sein Vater ihn überlebte, fielen dessen Titel als Marquess of Queensberry schließlich 1900 an Francis’ jüngeren Bruder Percy.